# 噂の錦四郎
『噂の錦四郎』（うわさのきんしろう）は、1963年10月5日から1965年3月27日まで、日本テレビ系列で放送されたよみうりテレビ・日本電波映画制作の時代劇である。放送時間は毎週土曜19:00 - 19:30 (JST) 。全76回。
大塚製薬の一社提供。

## 概要
幼くして江戸城を飛び出し、市井で育った10代将軍・家治の弟・松平錦四郎が、ある時は一介の浪人、またある時は義賊・稲妻小僧となって、老中・田沼意次の悪政と闘い、悪を斬る娯楽時代劇。
かつてこの枠で放送された『琴姫七変化』に助演した松本錦四郎の主演作。『琴姫』の主演・松山容子も助演した。

## 出演者
- 松平錦四郎 - 松本錦四郎
- 伊吹友木子
- 秋葉浩介
- 栗塚旭
- 田中泰孝
- 石黒美代子
- 内村友美
- 千代田近
- 有田紀子
- 永田光男
- 百合姫 - 松山容子
- 田沼意次 - 石黒達也

ほか

## 制作
- 日本電波映画・YTV

## 放送局
- よみうりテレビ（制作局）：土曜 19:00 - 19:30
- 青森放送：土曜 19:00 - 19:30[2]
- 岩手放送：土曜 19:00 - 19:30[2]
- 秋田放送：土曜 19:00 - 19:30[2]
- 山形放送：土曜 19:00 - 19:30[3]
- 東北放送：土曜 18:00 - 18:30[4]
- 福島テレビ：土曜 19:00 - 19:30[3]
- 新潟放送：土曜 18:00 - 18:30[4]
- 日本テレビ：土曜 19:00 - 19:30
- 北日本放送：土曜 19:00 - 19:30[5]
- 北陸放送：土曜 18:00 - 18:30[6]
- 福井放送：土曜 18:00 - 18:30[6]